# 大野原古墳群 (秩父市)
大野原古墳群（おおのはらこふんぐん）は、埼玉県秩父市にある古墳群である。

## 解説
横瀬川左岸の段丘上に形成され、78基の古墳が確認されている。かつては「百八塚」とも呼ばれ、立地する地区の名前をとって「黒草支群」、「大野原支群」、「蓼沼支群」、「下小川支群」の4支群に分けられている。築造時期は7世紀後半から8世紀初頭と見られている。黒谷に鎮座する聖神社には大野原古墳群出土の鉄刀、鐔、鉄鏃、蕨手刀、円筒埴輪、和同開珎が保存されている。